# Divisió de Sylhet
La Divisió de Sylhet és una de les set divisions administratives de Bangladesh.
Està situada al nord-est del país i fronta amb l'Índia pel nord, per l'est i pel sud. A l'època colonial britànica formà part de la província índia d'Assam, però amb la partició de l'Índia de 1947, la majoria musulmana d'habitants de la zona va fer que es decantés per la unió amb el Pakistan.
La divisió té una superfície de 12.596 km2 i una població (l'any 2011) d'uns 9.807.000 habitants. La seva capital és la ciutat de Sylhet i el seu territori se subdivideix en 4 districtes:
- Districte de Habiganj
- Districte de Maulvi Bazar
- Districte de Sunamganj
- Districte de Sylhet